# Lista de futebolistas não nascidos na Albânia convocados para a Seleção Albanesa
Este artigo traz uma Lista com os futebolistas que não nasceram na Albânia, mas foram convocados para a Seleção nacional.
Jogadores que não sejam albaneses de nascimento (incluídos os que nasceram durante a diáspora) podem defender a Seleção Albanesa, desde que possuam pais ou avós nascidos no país, residam na Albânia ou que já são naturalizados.

## Legenda
| *        | Jogadores que defendem a Seleção Albanesa. Estatísticas foram atualizadas em 20 de novembro de 2018. |
| Partidas | Partidas disputadas                                                                                  |
| Pos      | Posições                                                                                             |
| GK       | Goleiro                                                                                              |
| DF       | Defensor (Zagueiro ou lateral)                                                                       |
| MF       | Meio-campista                                                                                        |
| FW       | Atacante                                                                                             |

## Jogadores
8 de junho de 2021
| Local de nascimento   | Jogador           | Posição       | Jogos | Gols | Estreia | Último jogo | Notas                                   | Ref    |
| --------------------- | ----------------- | ------------- | ----- | ---- | ------- | ----------- | --------------------------------------- | ------ |
| (Namur)               | Lindon Selahi     | Meio-campista | 4     | 0    | 2019    | 2020*       |                                         | [ 2 ]  |
| (Salonica)            | Giacomo Poselli   | Goleiro       | 7     | 0    | 1946    | 1948        | Italiano étnico                         | [ 3 ]  |
| (Slough)              | Armando Broja     | Atacante      | 6     | 0    | 2020    | 2021*       |                                         | [ 4 ]  |
| (Prizren)             | Arian Beqaj       | Goleiro       | 43    | 0    | 1998    | 2011        |                                         | [ 5 ]  |
| (Gjakova)             | Besnik Hasi       | Meio-campista | 43    | 2    | 2000    | 2007        |                                         | [ 6 ]  |
| (Gjakova)             | Lorik Cana        | Meio-campista | 94    | 1    | 2002    | 2016        |                                         | [ 7 ]  |
| (Pristina)            | Mehmet Dragusha   | Meio-campista | 11    | 1    | 2003    | 2005        |                                         | [ 8 ]  |
| (Vučitrn)             | Armend Dallku     | Defensor      | 64    | 1    | 2005    | 2013        |                                         | [ 9 ]  |
| (Peć)                 | Bekim Kastrati    | Atacante      | 2     | 0    | 2006    | 2006        |                                         | [ 10 ] |
| (Pristina)            | Besart Berisha    | Atacante      | 17    | 1    | 2006    | 2009        |                                         | [ 11 ] |
| (Pristina)            | Debatik Curri     | Defensor      | 44    | 1    | 2006    | 2014        |                                         | [ 12 ] |
| (Vučitrn)             | Blerim Rrustemi   | Defensor      | 3     | 0    | 2007    | 2007        |                                         | [ 13 ] |
| (Vučitrn)             | Samir Ujkani      | Goleiro       | 20    | 0    | 2009    | 2013        |                                         | [ 14 ] |
| (Vučitrn)             | Ahmed Januzi      | Atacante      | 8     | 0    | 2010    | 2013        |                                         | [ 15 ] |
| (Gjakova)             | Agonit Sallaj     | Defensor      | 1     | 0    | 2011    | 2011        |                                         | [ 16 ] |
| (Hanau)               | Mërgim Mavraj     | Defensor      | 48    | 3    | 2012    | 2018*       |                                         | [ 17 ] |
| (Gjakova)             | Burim Kukeli      | Meio-campista | 27    | 0    | 2012    | 2017*       |                                         | [ 18 ] |
| (Mitrovica)           | Alban Meha        | Meio-campista | 7     | 2    | 2012    | 2015        |                                         | [ 19 ] |
| (Pristina)            | Etrit Berisha     | Goleiro       | 56    | 0    | 2012    | 2019*       |                                         | [ 20 ] |
| (Istog)               | Mërgim Brahimi    | Meio-campista | 1     | 0    | 2012    | 2012        |                                         | [ 21 ] |
| (Zurique)             | Shkëlzen Gashi    | Atacante      | 17    | 1    | 2013    | 2016*       |                                         | [ 22 ] |
| (Lausanne)            | Migjen Basha      | Meio-campista | 34    | 3    | 2013    | 2019*       |                                         | [ 23 ] |
| (Mitrovica)           | Valdet Rama       | Meio-campista | 15    | 3    | 2013    | 2015        |                                         | [ 24 ] |
| (Gjilan)              | Ermir Lenjani     | Meio-campista | 29    | 3    | 2013    | 2018*       |                                         | [ 25 ] |
| (Bischofszell)        | Amir Abrashi      | Meio-campista | 30    | 1    | 2013    | 2019*       |                                         | [ 26 ] |
| (Lausanne)            | Vullnet Basha     | Meio-campista | 1     | 0    | 2013    | 2013        |                                         | [ 27 ] |
| (Podujevo)            | Agon Mehmeti      | Meio-campista | 3     | 0    | 2013    | 2013        |                                         | [ 28 ] |
| (Basileia)            | Taulant Xhaka     | Defensor      | 30    | 1    | 2014    | 2019*       |                                         | [ 29 ] |
| (Pristina)            | Amir Rrahmani     | Defensor      | 2     | 1    | 2014    | 2015        |                                         | [ 30 ] |
| (Preševo)             | Fidan Aliti       | Defensor      | 2     | 0    | 2014    | 2014        |                                         | [ 31 ] |
| (Porsgrunn)           | Herolind Shala    | Meio-campista | 6     | 0    | 2014    | 2016        |                                         | [ 32 ] |
| (Basileia)            | Arlind Ajeti      | Defensor      | 20    | 1    | 2014    | 2018*       |                                         | [ 33 ] |
| (Kumanovo)            | Naser Aliji       | Defensor      | 13    | 0    | 2015    | 2019*       |                                         | [ 34 ] |
| (Kumanovo)            | Taulant Seferi    | Meio-campista | 7     | 0    | 2019    | 2021*       |                                         | [ 35 ] |
| (Preševo)             | Arbnor Fejzullahu | Defensor      | 1     | 0    | 2015    | 2015        |                                         | [ 36 ] |
| (Zurique)             | Berat Djimsiti    | Defensor      | 23    | 1    | 2015    | 2019*       |                                         | [ 37 ] |
| (Renens)              | Freddie Veseli    | Defensor      | 20    | 0    | 2015    | 2019*       |                                         | [ 38 ] |
| (Vučitrn)             | Milot Rashica     | Meio-campista | 2     | 0    | 2016    | 2016        |                                         | [ 39 ] |
| (Istog)               | Azdren Llullaku   | Atacante      | 6     | 0    | 2016    | 2017*       |                                         | [ 40 ] |
| (Atenas)              | Thomas Strakosha  | Goleiro       | 8     | 0    | 2017    | 2018*       |                                         | [ 41 ] |
| (Pristina)            | Liridon Latifi    | Meio-campista | 5     | 0    | 2017    | 2017*       |                                         | [ 42 ] |
| (Gjakova)             | Eros Grezda       | Meio-campista | 13    | 1    | 2017    | 2019*       |                                         | [ 43 ] |
| (Ohrid)               | Valon Ahmedi      | Meio-campista | 7     | 0    | 2019    | 2021*       |                                         | [ 44 ] |
| (Caldes de Malavella) | Iván Balliu       | Defensor      | 2     | 0    | 2017    | 2019*       | Jogou pelas seleções de base da Espanha | [ 45 ] |
| (Pejë)                | Kamer Qaka        | Meio-campista | 4     | 0    | 2017    | 2018*       |                                         | [ 46 ] |
| (Pristina)            | Astrit Ajdarević  | Meio-campista | 1     | 0    | 2017    | 2017*       |                                         | [ 47 ] |
| (Ferizaj)             | Ylber Ramadani    | Meio-campista | 4     | 0    | 2018    | 2018*       |                                         | [ 48 ] |
| (Ferizaj)             | Bujar Lika        | Meio-campista | 2     | 0    | 2018    | 2018*       |                                         | [ 49 ] |
| (Zadar)               | Herdi Prenga      | Defensor      | 2     | 0    | 2018    | 2018*       |                                         | [ 50 ] |
| (Prizren)             | Enis Gavazaj      | Atacante      | 3     | 0    | 2018    | 2018*       |                                         | [ 51 ] |
| (Åmål)                | Egzon Binaku      | Defensor      | 5     | 0    | 2018    | 2018*       |                                         | [ 52 ] |
| (Rodes)               | Enea Mihaj        | Defensor      | 2     | 0    | 2018    | 2018*       |                                         | [ 53 ] |
| (Scandiano)           | Kastriot Dermaku  | Defensor      | 3     | 0    | 2018    | 2019*       |                                         | [ 54 ] |
| (San Severino Marche) | Giacomo Vrioni    | Atacante      | 1     | 0    | 2018    | 2018*       |                                         | [ 55 ] |
| (Catania)             | Emanuele Ndoj     | Meio-campista | 6     | 1    | 2018    | 2019*       |                                         | [ 56 ] |
| (Peschiera del Garda) | Marash Kumbulla   | Defensor      | 6     | 0    | 2019    | 2021*       |                                         | [ 57 ] |
| (Conegliano)          | Ramën Çepele      | Defensor      | 1     | 0    | 2020    | 2020*       |                                         | [ 58 ] |
| (Majac)               | Ardian Ismajli    | Defensor      | 5     | 0    | 2018    | 2019*       |                                         | [ 59 ] |

### Jogadores por país
| País               | Total |
| ------------------ | ----- |
| Kosovo             | 30    |
| Suíça              | 8     |
| Itália             | 5     |
| Grécia             | 4     |
| Macedônia do Norte | 3     |
| Sérvia             | 2     |
| Croácia            | 1     |
| Alemanha           | 1     |
| Noruega            | 1     |
| Espanha            | 1     |
| Bélgica            | 1     |
| Suécia             | 1     |
| Inglaterra         | 1     |